# Баптизманський Вадим Іполитович
Вади́м Іполи́тович Баптизманський (5 листопада 1918, Одеса — 17 березня 1995, Дніпропетровськ) — український радянський інженер-металург. Доктор технічних наук (1962), професор (1963), член-кореспондент НАНУ (1978). Автор розвідок і підручників з конверторного виробництва (переважно у співавторстві).

## Біографія
Народився в Одесі. У 1940 році закінчив Дніпропетровський металургійний інститут. 1940 року у «Збірнику науково-дослідних робіт студентів і молодих учених» опублікував свою першу статтю про утворення тріщин на зливках спокійної сталі. Працював на виробництві. Учасник Другої світової війни. З 1945 року працював у Дніпропропетровському металургійному інституті (нині Національна металургійна академія України) — спочатку асистентом, від 1949 — доцентом, 1962 року отримав звання професора, від 1965 року — завідувач кафедри металургії сталі, у 1991—1995 роках — радник-консультант.
У 1948 році підготував дисертацію «Тріщини від температурних напружень у сталевих зливках». Проводив лабораторні та промислові експерименти і теоретичне зіставлення конверторних процесів донного повітряного дуття та верхнього кисневого продування. Результати досліджень виклав у докторській дисертації «Механізм і кінетика процесів у конверторній ванні» (1960). Розробив механізм виникнення дефектів заготовок, що дозволило визначити безпечні швидкості розливання та підвищити продуктивність машин безперервного лиття. За наукового керівництва ученого захищено 76 кандидатських і 20 докторських дисертацій.
Вивчав фізико-хімічні і технологічні закономірності конверторних процесів, розробляв нові сталеплавильні процеси. Створив нову теорію продування металу киснем та інтенсифікації киснево-конверторного процесу. Розробив способи виробництва в конверторах і двованних печах ряду високоякісних марок сталі, на основі яких 1970 року було спроектовано першу в СРСР велику заводську установку безперервного виробництва сталі.

## Праці
- Механизм и кинетика процессов в конвертерной ванне. — М.: Металлургиздат, 1960. 283 с. (рос.)
- Металлургия стали. М.: Металлургия, 1973. 816 с. 1973 (співавтор) (рос.)
- Теория кислородно-конвертерного процесса. — М.: Металлургия, 1975. — 375 с. (співавтор) (рос.)
- Физико-химические основы кислородно-конвертерного процесса. — К., 1981 (співавтор) (рос.)
- Конвертерные процессы производства стали. К., ; Донецк: Вища школа, 1984. 343 с. (рос.)
- Тепловая работа кислородных конвертеров. М.: Металлургия, 1988. 174 с. (рос.)
- Повышение эффективности производства стальных слитков. Москва: Металлургия, 1992. — 223 с.(співавтор) (рос.)
- Внепечная обработка стали. Киев: УМКВО, 1988. 50 с. (рос.)
- Розливання і кристалізація сталі. Київ: Вища школа, 1988. 351 с.
- Розливання і кристалізація сталі. К. 1993 (співавтор)
- Сталеплавильне виробництво. К.: Вища школа, 1996. 400 с. (співавтор)
- Теорія металургійних процесів. Київ: ІЗМН, 1997. 512 с.

## Нагороди
- Державна премія УРСР в галузі науки і техніки (1978),
- Премія Ради Міністрів СРСР (1991)
- Державна премія України в галузі науки і техніки (посмертно, 1999).